# Diminutivo
Il diminutivo o forma diminutiva in linguistica è un fenomeno di alterazione che prevede l'uso di suffissi come -ino, -ello, -etto oppure -uccio (es: bicchierino, asinello, isoletta, calduccio) per trasmettere un senso di piccolezza dell'oggetto di cui si parla o per esprimere concetti di intimità, qualità e affetto. In questo secondo caso si fa riferimento ai nomignoli e all'ipocoristico.
Il diminutivo ha come opposto l'accrescitivo.
Mentre molte lingue applicano il diminutivo grammaticale dei nomi, altre lo usano anche per gli aggettivi e per altre parti del discorso.

## Suffissi
Non tutti i suffissi del diminutivo si equivalgono per frequenza e possono anche denotare atteggiamenti differenti. Tra gli altri suffissi ritroviamo altri come -otto ed -icchio: il primo è particolarmente usato per indicare alcuni cuccioli di animali: il leprotto; il secondo è in uso soprattutto in Toscana e può avere valore ironico: governicchio. Esiste inoltre il suffisso -olo, che non è più produttivo e che di rado compare senza l'accompagnamento di altri suffissi. La scelta tra diversi suffissi di simile o identico significato è generalmente arbitraria, per cui a volte sono dei criteri puramente estetici a determinare quale sarà il suffisso (formazioni come vinino o tappetetto sono assai improbabili a causa dell'effetto cacofonico della ripetizione consonantica). Del resto, l'impossibilità di stabilire delle regole generali è confermata dal caso che spesso, senza logica apparente, è possibile combinare tra di loro anche due suffissi (tavolinetto, cagnolino). A complicare le cose si aggiungono le difficoltà che inesorabilmente si incontreranno nel voler elencare i suffissi usati in italiano per il diminutivo e per l'alterazione in genere. Stilare una lista esauriente dei suffissi è infatti impossibile, dato che non formano un insieme chiuso come ad esempio le desinenze dei verbi: si tratta dunque più di morfemi lessicali che grammaticali.

## Suffissi in italiano
Nella lingua italiana il diminutivo è espresso da diversi suffissi ed è applicato a sostantivi e a altre parti del discorso anche per creare significati devianti rispetto al semplice diminituvo della parola d'origine (alterazione apparente). 
La nuova parola creata col suffisso viene pluralizzata come una parola a sé stante. Tali parole spesso non hanno equivalenti in altre lingue.
Esempi:
- -ello, -ella: finestra → finestrella (finestra → piccola finestra), povero → poverello (miserabile);
- -etto, -etta, il più utilizzato con -ino/a: casa → casetta, Silvia → Silvietta (abbreviato con Ietta), sigaro → sigaretta (con cambio di significato);
- -icchio, -icchia, principalmente di uso regionale, spesso peggiorativo: sole → solicchio (sole → sole debole);
- -ino, -ina, il più utilizzato con -etto/a: casa → casina, casa → casino (casa → piccola casa signorile), paese → paesino (paese → piccolo paese), chitarra → chitarrina; anche in linguaggio infantile e dopo altri suffissi: bello → bellino (abbastanza), calza  →  calzino, giovane → giovanotto → giovanottino (non ci sono limiti alla suffissazione, che potrebbe continuare);
- -otto, -otta, spesso per attenuare: aquila → aquilotto (aquila → cucciolo di aquila), stupido → stupidotto (stupido → abbastanza stupido);
- -uccio, -uccia, ipocoristico o peggiorativo (anche in forme meridionali -uzzo, -uzza): canna → cannuccia, cantone (angolo) → cantuccio.

Questi suffissi sono di origine latina, tranne -etto e -otto, la cui origine è poco chiara.
Alcuni suffissi sono usati in maniera supplementare per creare nuovi aggettivi da altri aggettivi: è il caso di: -iccio; -igno; -ognolo e -occio.
Alcune parole della lingua italiana derivano da diminutivi: è il caso di spaghetti, linguine (tipo di pasta che assomiglia a lingue sottili), bruschetta, operetta e signorina.